# Pardirallus
Genre
Pardirallus est un genre d'oiseaux de la famille des Rallidae.

## Liste d'espèces
Selon la classification de référence du Congrès ornithologique international (version 2.8, 2011) :
- Pardirallus maculatus (Boddaert, 1783) – Râle tacheté
- Pardirallus nigricans (Vieillot, 1819) – Râle noirâtre
- Pardirallus sanguinolentus (Swainson, 1838) – Râle à bec ensanglanté